# Società Faccioli Ferro Rampone
Società Faccioli Ferro Rampone, zuvor Ing. A. Faccioli & C. und Società Ing. Aristide Faccioli, war ein italienischer Hersteller von Automobilen.

## Unternehmensgeschichte
Aristide Faccioli hatte bereits 1891 ein Patent auf einen Benzinmotor erhalten. Von 1898 bis 1899 war er technischer Leiter bei Ceirano Giovanni Battista & C. und anschließend Technischer Direktor bei Fiat. 1901 gab er den Posten ab. 1902 gründete er zusammen mit seinen Partnern Ambrogio und Angelo Crosio das Unternehmen Ing. A. Faccioli & C. in Turin. Zunächst entstanden Motoren für Automobile und Boote. 1905 hatte das Unternehmen zusammen mit der Auto-Garage Quagliotti einen Stand beim Turiner Autosalon, auf dem die ersten Fahrzeuge präsentiert wurden. 1906 erfolgte die Umfirmierung in Società Ing. Aristide Faccioli. Im gleichen Jahr folgte die Liquidation und eine Neugründung als Società Faccioli Ferro Rampone. Bis zur Auflösung im Jahre 1908 entstanden nur noch Kühler. Aristide Faccioli wechselte 1908 zu Società Ligure Piemontese Automobili.

## Fahrzeuge
Das Unternehmen stellte 1905 neben den Personenwagenmodellen 12 HP und 16 HP das Modell 24/50 HP her. Dies war ein Omnibus mit 20 Sitzen. Nach der ersten Umfirmierung waren die Modelle 9 HP mit einem Einzylindermotor und 12 HP mit einem Vierzylindermotor im Angebot.